# Epitel

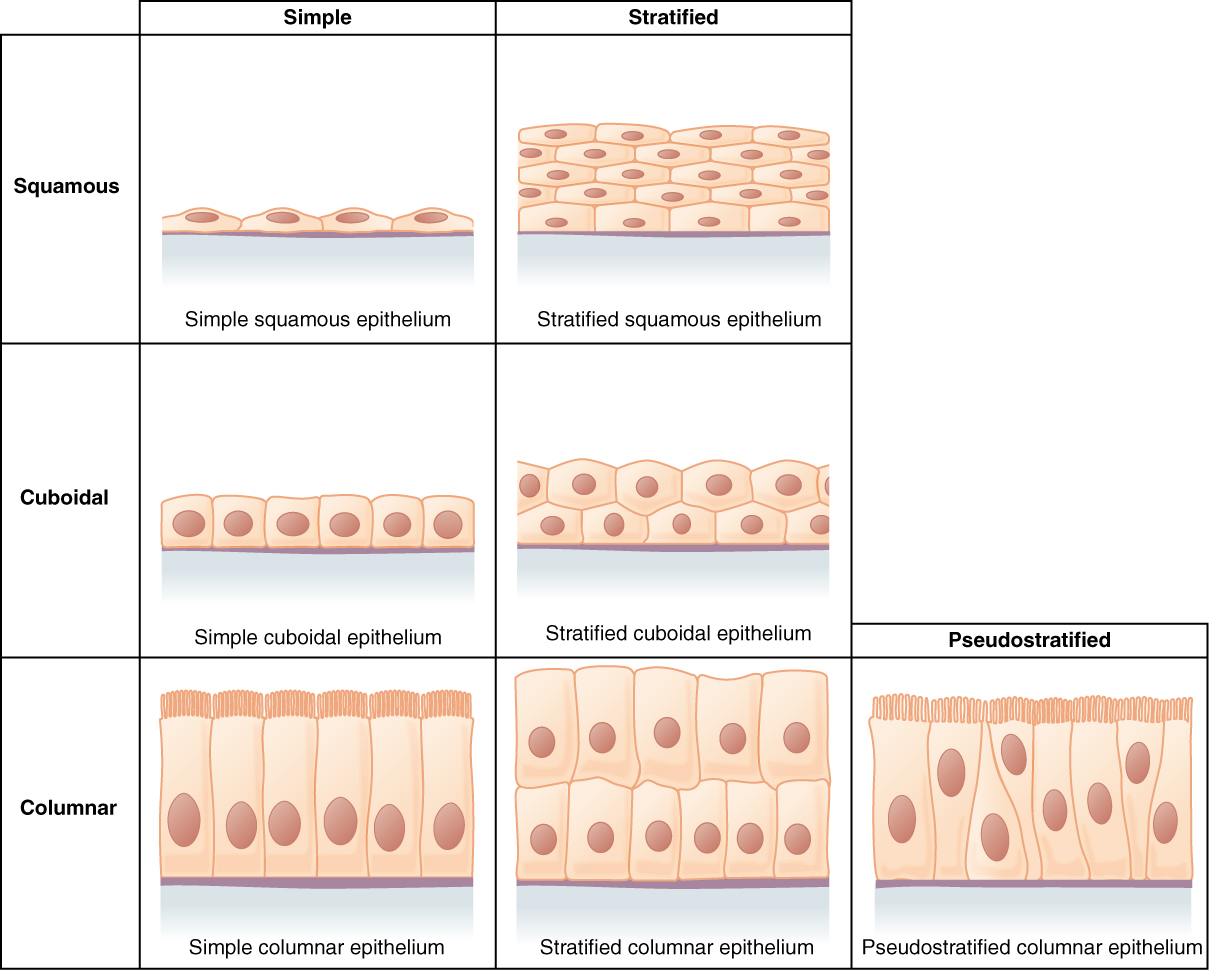
Typer av epitel.

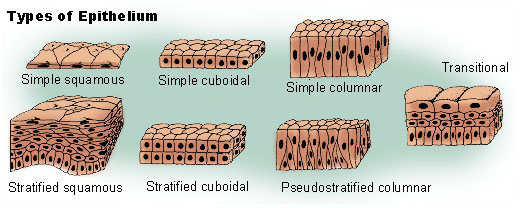
Typer av epitel.

Epitel (av grek. epi - "på", "uppå", och thele - "bröstvårta") är en typ av vävnad som täcker kroppens ytor och består av epitelceller. Histologiskt är epitel en mycket heterogen vävnadstyp, den har många funktioner varav några är: barriär mot omgivningen, skydd för underliggande vävnadstyper, sekretion av substanser och absorption av substanser. Epitel finns i alla organ.
Några exempel: I blodkärlen kallas epitelcellerna för endotelceller, och utgör väggen mot lumen i blodkärlens insida. I huden byggs epidermis upp av skivepitel. Det enkla skivepitelet i lungsäckarna, hjärtsäcken och bukhinnan kallas mesotel. Även kroppens körtlar, liksom inre organ som lunga och lever byggs huvudsakligen upp av epitelceller. Epitelceller täcker även luftvägar, matstrupe och tarmar där de utgör en barriär. 
Epitelceller har en mycket stor regenerativ kapacitet, det vill säga de har förmågan att genomgå ett stort antal mitoser innan de blir terminalt differentierade. Denna egenskap gör även att epitelceller är ett särskilt hot i organismen, eftersom celler med stor förmåga till celldelningar även har en lägre tröskel att utvecklas till cancerceller. Så är även fallet med epitelceller; det är mycket vanligt att tumörer utgår från defekta epitelceller. En elakartad tumör som utgår från epitelceller kallas för ett carcinom.
Epitelcellerna är polära, har en apikal och en basal del. Det mest basala lagret vilar på ett basalmembran uppbyggt av kollagen IV och laminin. . Epitelet är mekaniskt tåligt och dess celler är ihopkopplade med desmosomer, gap junctions, zona occludens och zonula adhaerens. De kan ha utskott på cellytan som mikrovilli, stereocilier och kinocilier.
Körtelepitel uppstår från ytepitel under fosterstadiet och är vävnader med celler specialiserade på att producera sekret. Molekylerna som utsöndras lagras vanligen i cellerna i små membranbundna vesiklar, granula.

## Epiteltyper
- Enskiktat skivepitel består av ett lager platta epitelceller.[1] Att det är tunt tillåter viss passage av ämnen genom cellagret.[1] Enkelt plattepitel finns i blod- och lymfkärl som endotel och i lungornas alveoler.[1] Det utgör epitel åt serösa hinnor och endotel hos blod- och lymfkärl, Henles slynga och lamina parietalis i Bowmans kapsel samt på ytterligare ett antal ställen.[1]

- Enskiktat cylinderepitel består av ett lager cylindriska celler. Det är celler som är längre än de är breda.[1] Strukturen hos epitelcellen kan liknas vid en ölburk med cellkärnan basalt. Exempel på ställen där enkelt cylindriskt epitel återfinns är mag- och tarmkanalen, endometriet i uterus, och gallblåsan.

- Enskiktat kubiskt epitel består av ett lager kubiska celler. Det är celler som är ungefär lika långa som de är breda.[1] Enskiktat kubiskt epitel ger mer membranyta än den platta motsvarigheten, vilket gör att cellen kan ha mer komplexa funktioner som avancerad transport in och ut ur cellen. Det finns på äggstockarnas yta, i hjärnans ventriklar (plexus choroideus), i svettgångarna, i njurens tubuli och i ögats pigmenterade epitel.

- Flerskiktat skivepitel finns i huden, esofagus, rektum och cornea.[1] I huden är de apikala cellerna förhornade, det vill säga kärnan har trängts ut och cellen har blivit keratinfylld vilket ger epitelet en mekanisk och kemisk barriärfunktion.[1] Celldelningen hos flerskiktat epitel sker vid basalmembranet, cellerna "vandrar" till ytan.[1]

- Flerskiktat cylinderepitel är ovanligt hos däggdjur.[1] Det förekommer i konjunktiva i ögat,[1] samt i utförsgångar i vissa körtlar hos människa samt i uretra hos män.

- Flerskiktat kubiskt epitel är ovanligt hos däggdjur men kan alltjämt återfinnas salivkörtlar och svettkörtlar.[1]

- Flerradigt epitel som även kallas pseudostratifierat epitel, är när det ser ut som flerskiktat epitel men egentligen är det enkelskiktat epitel. Detta är på grund av att cellkärnorna inte ligger på rad. Alla celler har kontakt med basalmembranet men alla celler når inte epitelytan. I regel är pseudostratifierat epitel enkelskiktat cylinderepitel då det är ovanligt att enkelskiktat skivepitel och enkelskiktat kubiskt epitel är pseudostratifierat. De mindre cellerna är prekursorer till de större. Ställen där flerradigt epitel återfinns är bland annat luftvägarna och manliga genitalia.

- Övergångsepitel är en särskild typ av epitel, hos vilket man kan se 5–7 lager av celler med kärnor.[1] Detta epitel tål mekanisk påfrestning i form av tryckbelastning, då det har förmåga att tänjas ut. Övergångsepitelet finns i urinblåsa och urinledare, där man vid tom blåsa kan se många cellager (5–7) med kärnor, jämfört med ett fåtal (2–3) vid full blåsa.[1]